# ソルターニーイェ

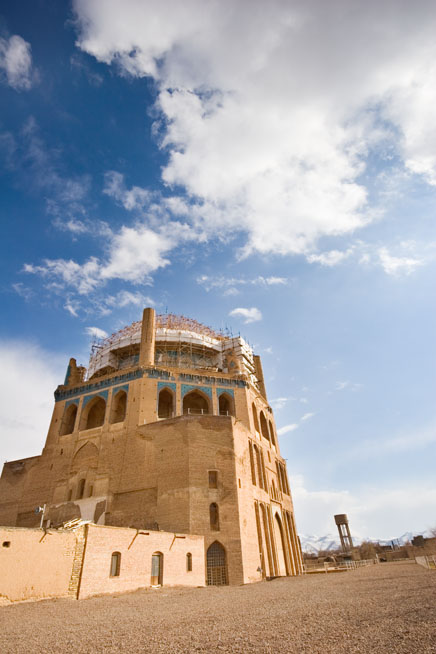
オルジェイトゥ廟

ソルターニーイェ（現代ペルシア語 سلطانيه Solṭānīye、前近代の近世ペルシア語・アラビア語ではスルターニーヤ Sulṭānīya ）は、イルハン朝第8代君主オルジェイトゥの命によって建設された都市遺跡である。テヘランの北西240kmのザンジャーン州東部にあり、かつて14世紀には、フレグ・ウルスの都であった。ソルターニーヤ（スルターニーヤ）とはアラビア語で「スルターンに関わるもの」の意味し、このスルターンとはオルジェイトゥ（・スルターン・ムハンマド・フダーバンダ）のことであり、スルターンの御座所、すなわち首都ほどの意味になる。2005年、ユネスコの世界遺産に登録された。
ソルターニーイェの遺跡群の中核は、1302年から1312年にかけて建設されたオルジェイトゥ廟である。8基のミナレットを備えるこの廟は、青タイルで覆われた高さ約50mの2重構造のドームを持ち、これは世界最古のものである。イスラーム世界におけるこの廟の重要性は、ブルネレスキの屋根建築と比較される。
ソルターニーイェの建築は後のイスラーム建築に大きな影響を与えた。ソルターニーイェの影響を受けた建築物としては、カザフスタンのホージャ・アフマド・ヤサヴィー廟やインドのタージ・マハルがある。
廟の外装のほとんどが失われてしまったが、しかし、内部のモザイク、彩色陶器、壁画は残っている。

## 歴史

### オルジェイトゥによる建設
元々シャルーヤーズ Shūryāz と呼ばれていたところで、東南はアブハル Abhar 川、西北はザンジャーン川の分水嶺となっており周囲を遠望できる広大で緩やかな丘陵地帯に立地し、良好な草地に恵まれた土地であった。モンゴル帝国・イルハン朝時代にモンゴル遊牧部族民によって好適な夏の放牧地として親しまれ、モンゴル語で「黄褐色の草地」を意味するクンクル・ウラン（ قونقور اولانگ Qūnqūr-Ūlāng ＜ qoŋur-olaŋ）と称されるようになった。このため、イルハン朝の第2代君主アバカ以来、歴代君主の夏の幕営地（夏営地、ヤイラク yaylaq ）のひとつとして重要視され、特に第4代アルグンは夏営地として好み、タブリーズ近郊に建設した都市アルグーニーヤに匹敵する新しい都市の建設を構想していた。また、この地の東にあったスジャース Sujās 山中に自らの墓所を営み、山域一帯を禁地（ قورغ qūrugh ＜ qoriγ〜qoruγ）と定めていた。
上述の通りスルターニーヤを建設したのは第8代君主でアルグンの息子オルジェイトゥである。彼は父アルグンの遺命としてクンクル・ウランにタブリーズに準ずる新首都の建設を企図したが、これも即位して間もなくに都市建設を着工したものと考えられる。イルハン朝や後の時代に編纂された年代記資料では、このスルターニーヤ建設の起工と竣工の時期について明確に記述がないため判断が難しいが、諸々の記述から即位翌年の1305年春には着工され、1313年8月29日にスルターニーヤ市内に建設された城塞で催されたオルジェイトゥの大宴がその竣工式だったのではないかと考えられている。
オルジェイトゥ即位後は、君主の夏営地としてスルターニーヤはほぼ固定されオルジェイトゥは治世13年間のうち11回におよぶ宮廷（オルド）の夏営をスルターニーヤ（クンクル・ウラン）で過ごしている（「スルターニーヤ」の名前は1307年の夏営が初出）。

### 規模
建設されたスルターニーヤの規模について、オルジェイトゥの息子アブー・サイードに仕えた財務官であったハムドゥッラーフ・ムスタウフィー・カズヴィーニーが著した地理書『心魂の歓喜（Nuzhat al-Qulūb）』によると、前近代の他の中央アジアから中東一帯の諸都市と同じく、スルターニーヤも市街地 شهر shahr と城塞 فلعة qal'a の部分から成り立っていた。当初アルグンが築いた城壁は周囲12,000歩（gām）であったが、オルジェイトゥは在世中に完成せずに終わったものの市街地を囲む外城壁はこれの2.5倍にあたる30,000歩にまで拡充し、周囲2,000歩の城塞を切り石作りの城壁で囲ったという。城塞の内部は宮殿の他に病院やマドラサなどもあり、オルジェイトゥ以外にもモンゴル人のアミールたちも様々な建物を建て、大理石や焼成レンガ、漆喰などの各種タイルで覆われた。
さらにこの城塞内部に自らの墓廟を建設し、これにモスクや祭礼時の宴会場、サイイドのための宿泊施設などを附設した宗教センターをワクフとして寄進した。この寄進複合施設の中核となった墓廟は八角形のドームで、1片が60ガズ（ gaz, 約0.95メートル）、高さは120ガズであったと伝えられている。これが現存するイラン・中央アジアでも最大規模のドーム建築であるオルジェイトゥ廟であり、実際には直径38メートルの中央ホールに全高50メートルの二重構造の巨大ドームを備えている。
ソルターニーヤはイランの東西南北を結ぶ交易ルートの交点にあたる土地で、宰相となったアリーシャーらも市場（バザール）を建設するなどし首都として繁栄したが、アブー・サイードの没後、イルハン朝の衰退とともにソルターニーヤも衰微した。

## 世界遺産

### 登録基準
この世界遺産は世界遺産登録基準のうち、以下の条件を満たし、登録された（以下の基準は世界遺産センター公表の登録基準からの翻訳、引用である）。
- (2) ある期間を通じてまたはある文化圏において、建築、技術、記念碑的芸術、都市計画、景観デザインの発展に関し、人類の価値の重要な交流を示すもの。
- (3) 現存するまたは消滅した文化的伝統または文明の、唯一のまたは少なくとも稀な証拠。
- (4) 人類の歴史上重要な時代を例証する建築様式、建築物群、技術の集積または景観の優れた例。